# George Hauptfuhrer
George Jost Hauptfuhrer jr. (Abington, 1º agosto 1926 – Vero Beach, 2 agosto 2013) è stato un cestista statunitense.

## Carriera
Frequentò la William Penn Charter School di Filadelfia. Le due prime stagioni al college furono con i Cardinals della University of Louisville, con cui complessivamente vinse 38 partite perdendone 9. La sua maglia dei Cardinals è stata ritirata nel 1998.
Dal 1946 al 1948 giocò nella Harvard University e fu il primo giocatore della storia di Harvard ad essere scelto per giocare nel basket professionistico: venne infatti selezionato come terza scelta assoluta al Draft BAA 1948 dai Boston Celtics. Preferì tuttavia abbandonare la carriera cestistica e dedicarsi agli studi in giurisprudenza. Nel 1949 si iscrisse alla University of Pennsylvania Law School, laureandosi nel 1952.